# Synagogan i Sarajevo
Synagogan i Sarajevo (bosniska: Aškenaška sinagoga u Sarajevu) är en ashkenazisk-judisk synagoga i Sarajevo, Bosnien och Hercegovinas huvudstad. Den byggdes 1902 och är den enda fungerande synagogan i Sarajevo i dag.